# Olof K. Gustafsson
Olof Kyros Gustafsson (Ekerö, 14 maggio 1993) è un truffatore e criminale svedese, attualmente Amministratore Delegato della Escobar Inc, una holding per Pablo e Roberto Escobar Gaviria.

## Carriera
In Svezia, all'età di 13 anni fondò la sua prima azienda per il commercio online di fumetti. A 17 anni dirigeva 4 aziende in Svezia e completò le scuole superiori in due anni invece dei 3 anni previsti. Pubblicò anche una raccolta di fumetti Dal 2014 è Amministratore Delegato della Escobar Inc. una holding per Pablo Escobar fondata con Roberto de Jesús Escobar Gaviria.

## Il Presidente Donald J. Trump e le Elezioni Presidenziali USA del 2016
L'11 aprile 2016 prima delle elezioni presidenziali USA del 2016 il Washington Post con l'aiuto dei laboratori Zignal riportò che Gustafsson aveva aiutato il candidato repubblicano Donald J. Trump a ottenere followers sui social contribuendo all'enorme aumento della presenza di Donald J.Trump sui social. L'8 gennaio 2019 lanciò insieme a Roberto Escobar una raccolta fondi da 50 milioni di dollari su GoFundMe nel tentativo di ottenere l'impeachment al Presidente Donald J. Trump. Dopo avere raccolto 10 milioni di dollari in 10 ore la pagina fu rimossa dalla piattaforma GoFundMe.

## Carriera da Truffatore
Il meccanismo di truffe gestito da Gustafsson era molto semplice ma efficace. Dopo aver incassato i pagamenti per prodotti venduti a prezzi irrisori, Escobar Inc. spediva ai clienti articoli promozionali di scarso valore o finti certificati di proprietà. Questa strategia serviva a creare una documentazione di spedizione che impediva ai consumatori di richiedere rimborsi attraverso i servizi di pagamento.
Quando le piattaforme di pagamento tentavano di recuperare i fondi per conto dei clienti truffati, l'azienda presentava le informazioni di tracciamento come prova di consegna, lasciando i consumatori senza soldi e senza prodotto. Tutti i dispositivi pubblicizzati - dai lanciafiamme da 250 dollari agli iPhone placcati oro fino agli smartphone pieghevoli - erano completamente inesistenti per i clienti paganti.
Dopo oltre cinque anni dall'inizio delle investigazioni, Olof Gustafsson si è dichiarato colpevole di multiple accuse di frode e riciclaggio di denaro davanti a un tribunale di Los Angeles. Come riportato dal Courthouse News Service, nell'ambito del patteggiamento il CEO svedese dovrà versare 1,3 milioni di dollari come risarcimento alle vittime, arrivando persino a rinunciare ai fondi depositati nei suoi conti bancari in Svezia.
La sentenza definitiva è prevista per il 5 dicembre 2025, con Gustafsson che rischia pene detentive federali significative per ciascuno dei sei capi d'accusa. Ironicamente, mentre si conclude questa saga di tecnologia fasulla, Samsung si prepara a lanciare la sua nuova generazione di dispositivi pieghevoli reali, dimostrando che l'innovazione autentica, seppur più lenta e costosa, alla fine prevale sempre sulle promesse vuote.